# Renata Ahrens
Renata Ahrens (* 11. Februar 1929 in Elbing als Martha Maria Renata Witzki; † 1. August 2023) war eine deutsche Schmuckgestalterin, Kunsthandwerkerin und Fachschullehrerin. Sie galt als die Grande Dame der künstlerischen Schmuckgestaltung in Mecklenburg-Vorpommern.

## Leben und Werk
Der Vater Renata Witzkis, Franz Witzki, war Goldschmiedemeister mit einer Werkstatt und einem Gold- und Silberwarengeschäft in der Elbinger Schmiedestraße 17, das schon dessen Vater gehört hatte. Renata Witzki kam mit ihrer Familie 1945 auf der Flucht vor der anrückenden Sowjetarmee als Flüchtling nach Parchim. Dort eröffnete ihr Vater eine Werkstatt, in der sie von 1947 bis 1950 eine Goldschmiedelehre absolvierte. Von 1950 bis 1954 studierte Renata Witzki bei Charlotte Kreuzer und Günter Schlott in der Abteilung Schmuck/Email/Metall der Fachhochschule für Angewandte Kunst in Wismar. An deren Nachfolgerin Fachschule für angewandte Kunst Heiligendamm hatte sie ab 1954 einen Lehrauftrag, erst als Assistentin und von 1964 bis 1971 Dozentin. Im Fernstudium hatte sie 1957 an der Karl-Marx-Universität Leipzig und am Pädagogischen Institut Plauen einen pädagogischen Abschluss erworben. 1960 bestand sie in Rostock die Meisterprüfung im Goldschmiedehandwerk.
Zu ihren Schülerinnen und Schülern gehörten u. a. Uta Feiler, Gerhild Freese, Monika Winkler und Egon Wrobel.
1971 machte sie sich in Bad Doberan als Kunsthandwerkerin selbständig. Neben freien Arbeiten übernahm sie eine große Zahl von Auftragsarbeiten, u. a. für den öffentlichen Raum. In der zweiten Hälfte der 1970er Jahre gehörte sie zu der von Manfred Kandt geleiteten Projektgruppe für die künstlerische Gestaltung des großen Ferienkomplexes „Roter Oktober“ (heute Hotel Baltic) der Wismut AG in Zinnowitz.
Sie schuf vor allem größere Arbeiten als freie Montagen in diversen Materialkombinationen. Dabei bediente sie sich moderner und historischer Goldschmiedetechniken. Eine ihrer spektakulärsten Arbeiten war 1985/1986 der Wolfgang-Heinz-Ring (Gold, mexikanischer Feueropal).
Seit 2000 nutzte sie ihre werkkünstlerischen Fähigkeiten wieder für Arbeiten in kleinerem Format, wobei sie Silber dem Gold vorzog.
Renata Ahrens war von 1965 bis 1990 Mitglied des Verbands Bildender Künstler der DDR, in dem sie u. a. ab 1973 die Zentrale Arbeitsgruppe Schmuckgestaltung leitete. Sie nahm neben Personalausstellungen an Symposien, nationalen und internationalen Ausstellungen teil, u. a. von 1967 bis 1988 an der VI. Deutschen Kunstausstellung bis zur X. Kunstausstellung der DDR, und wurde in Gremien zur Bewertung von künstlerischen Leistungen berufen. So war sie 1993 Vorsitzende der Jury für den Kunstpreis der Stadt Ribnitz-Damgarten.
Arbeiten von Renata Ahrens befinden sich u. a. im Schloss Köpenick des Kunstgewerbemuseums Berlin.

## Werke (Auswahl)

### Werke im öffentlichen Raum und baugebundene Werke
- Sturmvogel (1970, Kupferrelief am damaligen Ehrenmal für die Opfer des Faschismus und Militarismus in Kühlungsborn)
- Das Wertvollste, was der Mensch besitzt (1975/76, Reliefwand, Treibarbeit in Kupfer; Feierhalle des Rostocker Westfriedhofs; Entwurf Klaus Grosche, * 1929)[4]
- Darwin und unser Weltbild (1976, Edelstahl und Bronze; Rostocker Zoo)

### Schmuck
- Halsreif mit Anhänger (1972, Silber; auf der VII. Kunstausstellung der DDR)[5]
- Stecker (1980/81, Elfenbein, Silber, Onyx; auf der IX. Kunstausstellung der DDR)
- Standleuchter (Stahl, Höhe: 141 cm)[6]

## Ehrungen (Auswahl)
- 1964: Pestalozzi-Medaille
- 1976: Verdienstmedaille der DDR
- 1978: Kunstpreis des Rates des Bezirks Rostock
- 1979: Orden Banner der Arbeit
- 1982: Kunstpreis der DDR
- 1982: Bayerischer Staatspreis für Kunsthandwerk
- 1983: Medaille der Internationalen Bijouterie-Ausstellung Jablonec
- 1989: Hans-Grundig-Medaille

## Ausstellungen (unvollständig)

### Einzelausstellungen
- 1985: Warnemünde, Galerie am Meer (Schmuck)
- 1989: Rostock, Kunsthalle (Schmuck)
- 2004: Bad Doberan, Stadt- und Bädermuseum (Schmuck und baugebundene Arbeiten)
- 2018: Rostock, Kunsthalle („Spätlese“)[7]
- 2019: Bad Doberan, Stadt- und Bädermuseum („Alterssünden“)[8]